# Юліус Козма
Юліус Козма (словац. Július Kozma; нар. 1 червня 1929, Братислава — 26 листопада 2009) — словацький шахіст і спортивний журналіст, міжнародний майстер від 1957 року.

## Шахова кар'єра
У другій половині 1950-х і в 1960-х роках належав до когорти провідних шахісти Чехословаччини. У складі цієї країни двічі (1958, 1960) взяв участь у шахових олімпіадах і тричі (1957, 1961, 1970) у командних чемпіонатах Європи, здобувши 1957 року у Відні дві медалі: срібну в особистому заліку на 5-й шахівниці і бронзову в командному заліку. П'ять разів брав участь у командному чемпіонаті світу серед студентів (у 1954—1958 роках), здобувши дві золоті (1954, у командному заліку і в особистому заліку на 3-й шахівниці), а також дві бронзові медалі (1957, 1958, в командному заліку).
Неодноразово брав участь у фіналі чемпіонату Чехословаччини, найбільшого успіху досягнувши 1967 року в Братиславі, де виграв золоту медаль. У 1955 і 1956 роках двічі ставав чемпіоном Чехословацької Армії. Досягнув кількох успіхів на міжнародних турнірах, зокрема посів 1-ше місце в Братиславі (1957), поділив 3-тє місце в Маріанських Лазнях (1959, позаду Лева Полугаєвського і Ласло Сабо, разом з Максиміліаном Уйтелкі), поділив 3-тє місце у Кракові (1959, позаду Віктора Корчного і Еро Бека, разом з Єжи Костро), 6-те місце в Будапешті (1960, зональний турнір, позаду Гедеона Барци, Маріо Бертока, Александара Матановича, Іштвана Білека і Тео ван Схелтінги), а також двічі в Реджо-Емілії (1966/67, поділив 3-тє місце позаду Віктора Чокилті і Драголюба Чирича, разом з Кароєм Хонфі і 1969/70, поділив 2-ге місце позаду Серджіо Маріотті, разом з Маріо Бертоком і Альвізе Дзікікі).
За даними ретроспективної рейтингової системи Chessmetrics, найсильнішу гру показував у січні 1960 року, займаючи тоді 94-те місце у світі.
Упродовж багатьох років займався спортивною журналістикою, а також написав кілька книг, присвячених цій тематиці.

## Вибрані публікації
- Boje o šachový trón, Bratysława 1976
- Šachové Olympiády, Bratysława 1984 (разом з Любомиром Фтачником i Яном Плахеткою)
- Album slávnych športovcov VI, Bratysława 1990